# Arthur Golden
Arthur Golden (Chattanooga, 6 dicembre 1956) è uno scrittore e saggista statunitense.

## Biografia
Golden fu istruito alla Scuola Baylor (una scuola privata coeducazionale per studenti sia giornalieri sia collegiali), un membro della famiglia Sulzberger, proprietari del New York Times. Frequentò l'Università di Harvard e si laureò in storia dell'arte, specializzandosi nell'arte giapponese. Nel 1980 ottenne un master di arte in storia giapponese alla Columbia University ed imparò anche il cinese. Dopo un'estate all'università di Pechino, lavorò a Tokyo. Quando tornò negli Stati Uniti, prese un M.A. in inglese all'università di Boston. Vive ora a Brookline (Massachusetts), con la moglie Trudy Legee che ha sposato nel 1982 e i suoi due figli.

### L'esordio letterario
Memorie di una geisha è largamente e liberamente basato sulla vita di Mineko Iwasaki, anche se Golden si prese qualche libertà letteraria con la sua storia, perpetuando il mito comune che le geisha sono prostitute d'élite. Nella realtà le geisha sono simili ad artiste altamente allenate, come ballerine o cantanti d'opera. Non sono in nessun modo obbligate ad allacciare relazioni sessuali con i loro clienti. Iwasaki, comunque, fu forse la miglior geisha della sua generazione e non si dedicò a nessuna forma di prostituzione.

### La denuncia
Dopo che il romanzo fu pubblicato, Arthur Golden fu denunciato da Mineko Iwasaki per diffamazione e violazione di contratto, il quale diceva che non si sarebbe fatto riferimento a lei nel libro, ma Golden citò il suo nome anche nei ringraziamenti. La conseguenza per Iwasaki fu quella di diventare bersaglio delle critiche per aver divulgato informazioni private e segrete sul mondo della geisha e vari personaggi che ne avevano fatto parte o lo avevano frequentato, finanche a vedersi minacciare di morte. Il caso si chiuse con un accordo extragiudiziale: la casa editrice di Golden pagò una grande somma di denaro a Iwasaki. In seguito Iwasaki pubblicò un suo libro di memorie, Geisha of Gion.

## Filmografia
- Memorie di una geisha (2005) - sceneggiatore